# Spectravideo CompuMate

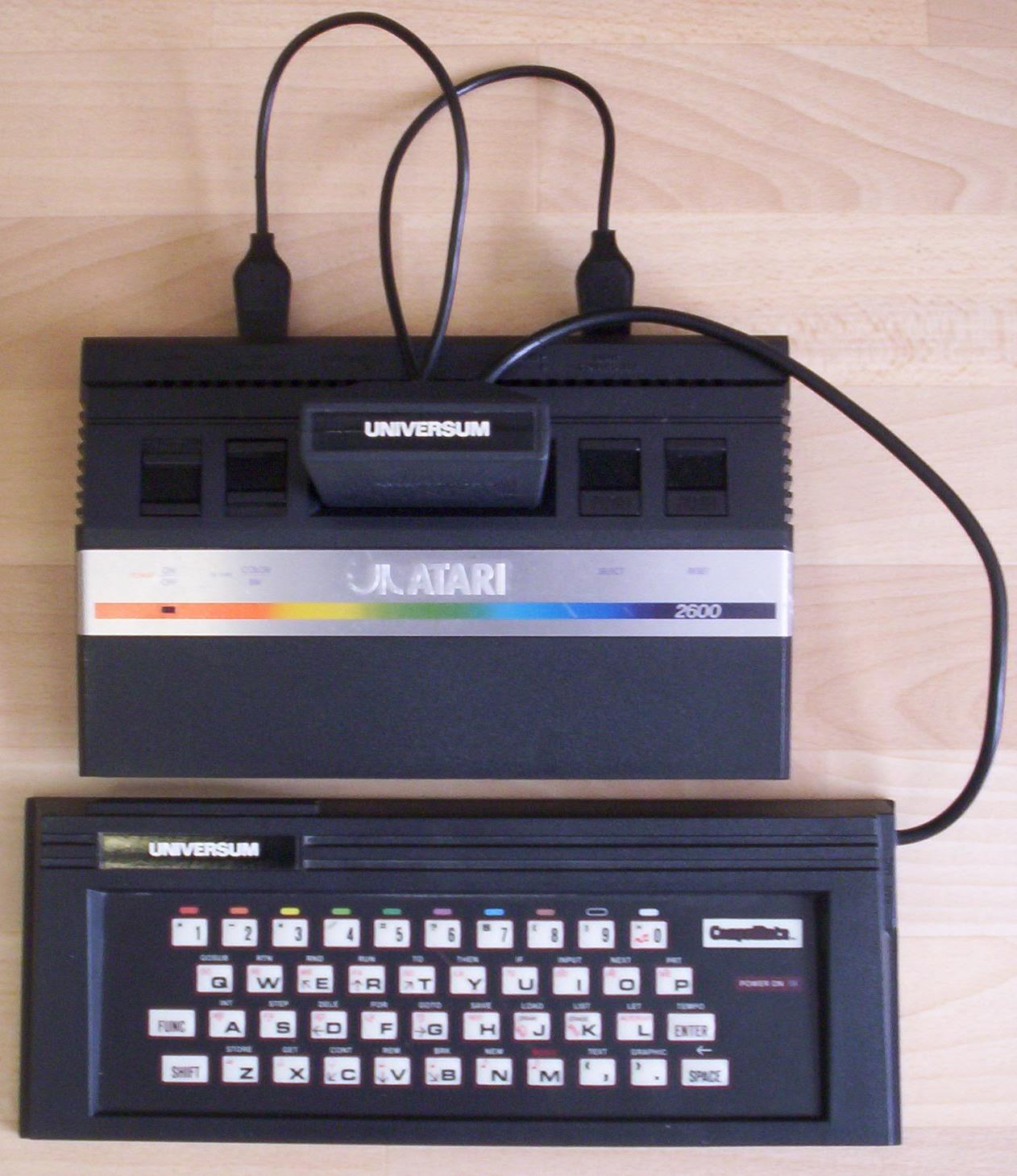
Lo Spectravideo CompuMate collegato ad un Atari 2600 Jr

Lo Spectravideo CompuMate fu una periferica prodotta nel 1983 da Spectravideo con la quale trasformare la console Atari 2600 in un piccolo computer.
Il CompuMate si collegava alla console mediante la porta delle cartucce e le 2 porte joystick ed offriva una piccola tastiera per usare i programmi contenuti nella sua ROM da 16 kB: un interprete BASIC, un software musicale ed un programma di disegno. La periferica era gestita da una CPU MOS 6507 a 1,19 MHz che utilizzava la console come interfaccia video per la visualizzazione dei dati sul televisore.
Le prestazioni dei software offerti con il CompuMate erano scarse. La periferica aveva infatti una memoria RAM di appena 1.750 byte che permettevano di scrivere solo programmi molto semplici e con non più di 100 righe. La risoluzione video era inoltre molto limitata: in modalità testuale, usando il BASIC, si aveva uno schermo di soli 10×12 caratteri mentre in modalità grafica la risoluzione era di soli 40×40 pixel. Il programma musicale permetteva di generare suoni a 2 canali e 2 ottave, con controllo della frequenza e della durata dei toni emessi.